# NGC 6798
NGC 6798 = IC 1300 ist eine linsenförmige Galaxie vom Hubble-Typ S0 im Sternbild Schwan am Nordsternhimmel. Sie ist schätzungsweise 115 Millionen Lichtjahre von der Milchstraße entfernt und hat einen Durchmesser von etwa 55.000 Lichtjahren.
Das astronomische Objekt wurde am 2. Oktober 1891 vom US-amerikanischen Astronomen Lewis A. Swift entdeckt. Die ebenfalls von Lewis A. Swift am 5. August 1885 entdeckte Galaxie NGC 6798 ist mit IC 1300 identisch.